# 85e régiment d'infanterie territoriale
Le 85e régiment d'infanterie territoriale est un régiment d'infanterie de l'armée de terre française qui a participé à la Première Guerre mondiale.

## Création et différentes dénominations
Le régiment reçoit son numéro par décret du 19 mars 1875, en prévision de la mobilisation.

## Historique des garnisons, combats et batailles du85eRIT

### Première Guerre mondiale

#### Affectation
Place forte de Maubeuge

#### 1914
- 28 août au 8 septembre 1914 : Siège de Maubeuge.
- Ce régiment fut partiellement fait prisonnier (1er et 2e Bataillons) parmi les 45 000 combattants de la poche de Maubeuge, les soldats furent internés dans les camps allemands de Chemnitz, Soltaut, Hamborn, Minden, etc. jusqu'en décembre 1918-janvier 1919.
- Le personnel des 3e et 4e Bataillons est stationné à Laon durant la même période.

#### 1915
- Les 17 et 18 mai 1915, le 4e bataillon, étant employé à l’assainissement du champ de bataille, reçoit des obus pendant le bombardement ; il a, pour ces deux journées, 4 tués et 5 blessés ; le 29 mai, le sergent LECHAT Henri est tué. Du 5 juin au 23 juillet, toujours occupé à l’assainissement du champ de bataille, il éprouve les pertes suivantes : 4 tués et 22 blessés à la Forestière (Pas-de-Calais) et à Aix-Noulette. En dehors de ces dates, le 4e bataillon, comme les 3e , 5e , 6e et 7e bataillons, est employé à des travaux de défense, au ravitaillement et à l’exploitation de forêts pour le compte de l’État.

## Drapeau
Il ne porte aucune inscription.